# Slavi estici
Slavii estici sunt grupul etnic din care se trag popoarele rus, ucrainean și belarus.

## Istorie

### Locuitorii câmpiilor est-europene
Se cunosc puține detalii despre slavii de est înainte de secolul al IX-lea. Motivele principale sunt lipsa documentelor scrise (alfabetul chirilic a fost creat pe la anul 863 pentru popoarele slave) și relativa depărtare a teritoriilor locuite de slavii estici. Puținul care se cunoaște este datorat săpăturilor arheologice, mărturiilor călătorilor străini care au vizitat Rutenia și analizei comparative a limbilor slave. 
În afară de controversata Carte a lui Veles, se cunosc foarte puține documente ale rușilor datate mai înainte de secolul al XI-lea (și nici unul de dinaintea secolului al IX-lea). Primul document important cu informații bogate despre istoria Rusiei este Pravila Rusă, scrisă la sfârșitul secolului al XI-lea și începutul celui de-al XII-lea. Este o listă de 12 plemena slave (uniuni tribale) care s-au așezat începând cu secolul al IX-lea într-o zonă vastă, între Marea Baltică și Marea Neagră. Aceste plemena sunt: polianii, drevlianii, dregovicii, radimicii, viaticii, krivicii, slovenii, duliobii (cunoscuți mai târziu ca volinianii și bujanii), severianii, uglicii și tiverții. 
Bazându-se pe dovezile arheologice și lingvistice, istoricii consideră că slavii au format un grup etnic în mileniul al II-lea î.Hr. în zona în care astăzi se află următoarele țări: Polonia, Belarusul de vest și nord-vestul Ucrainei. Prin secolul al VIII-lea î.Hr., slavii au intrat în epoca fierului și au început marea lor expansiune către est și sud. 
În secolele următoare, slavii au intrat în contact cu numeroase grupuri etnice care ori trăiau ori s-au mutat în câmpiile Europei răsăritene. Cei cunoscuți au fost sciții nomazi, care au ocupat regiunile actualei Ucrainei și a sud-vestului Rusiei începând cu secolul al VI-lea î.Hr. până în secolul al II-lea î.Hr.. Denumirea sciții nu a mai fost folosită după secolul I î.Hr. cu referire la acest grup de triburi (vezi și sarmații, roxolanii, alanii). Unele documente romane târzii au folosit etnonimul sciți pentru a s referi la slavii răsăriteni. 
Între secolele I AD și al IX-lea, regiunea a fost locuită vremelnic sau tranzitată de diverse popoare germanice, iranice și turcice, între care cele mai cunoscute goții, hunii, avarii și ungurii. Deși unele dintre aceste populații i-au subjugat pe slavii așezați în zonele sus-numite, cuceritorii au lăsat puține urme durabile. În această perioadă, mult mai importantă a fost expansiunea slavilor în regiune. Ei se ocupau cu agricultura, albinăritul, dar și cu vânătoarea, pescuitul și creșterea animalelor. Până în secolull al VI-lea, slavii au devenit grupul etnic majoritar în câmpiile est-europene, asimilând alte popoare nomade indo-europene, cum ar fi sciții, sarmații, alanii și cimerienii (de origine tracă) dar și nou-veniții varegi (vikingi) de origine germanică, începând cu secolul IX, dând astfel naștere popoarelor rus, ucrainean și bielorus. Până în acest moment, slavii s-au despărțit din punct de vedere lingvistic în trei ramuri principale: de sud, de vest și de est. 
Slavii estici erau așezați de-a lungul râului Nipru în ceea ce este azi Ucraina. Ei s-au răspândit mai apoi spre nord, de-a lundul fluviului Volga, la răsărit de ceea ce este azi orașul Moscova, ca și spre vest spre bazinele nordice ale râurilor Nistru și Bug în ceea ce este astăzi sudul Ucrainei și Republica Moldova. Așezarea lor de-a lungul marilor fluvii est-europene le-a permis să controleze comerțul dintre zonele scandinave-baltice și succesorii Imperiului Roman, (în special Imperiul Bizantin și coloniile grecești de la Marea Neagră). Slavii au întreținut relații comerciale atât cu vikingii cât și cu bizantinii. Kievul, viitoarea capitală a statului kievean rus, a fost fondată cel mai probabil prin secolele al V-lea-al VI-lea (probabil din inițiativă hazară, numele fiind probabil amintirea unui antroponim hazar), fiind inițial o fortăreață care controla traficul pe Nipru prin vama pe mărfurile către și dinspre Imperiul Bizantin. Multe alte orașe au fost construite în următoarea jumătate de mileniu. 
În secolele al VIII-lea și al IX-lea, unele triburi slave estice au trebuit să plătească tribut hazarilor, care trăiau în regiunile bazinului de sud al fluviului Volga și în Caucaz.
Din secolul al IX-lea, războinicii și negustorii scandinavi cunoscuți cu numele de varegi sau vikingi, au început să se infiltreze în teritoriile locuite de slavii de est. Pentru continuare, vezi și Rusia Kieveană.

## Slavi estici moderni
Popoarele și grupurile etnice slave estice moderne includ:
- Rușii
  - Pomorii
  - Polehii
  - Goriunii
  - Kamciadalii
  - Rușii Lipoveni
  - Cazacii
    - Cazaci de pe Amur
    - Cazaci din Astrahan
    - Cazaci de la Baikal
    - Cazaci de pe Don
    - Cazaci din Kuban
    - Cazaci din Orenburg
    - Cazaci din Semirecie
    - Cazaci din Siberia
    - Cazaci de pe Terek
    - Cazaci de pe Ural
    - Cazaci de pe Ussuri
- Bieloruși
  - Poleșuci
- Ucraineni
  - Poleșuci
  - Huțuli
  - Boiko
  - Lemko
  - Rusini